# Марк Жікель
Марк Жікель (фр. Marc Gicquel; нар. 30 березня 1977) — колишній французький тенісист.
Найвищу одиночну позицію світового рейтингу — 37 місце досяг 8 вересня 2008, парну — 38 місце — 12 січня 2009 року.
Здобув 4 парні титули.
Найвищим досягненням на турнірах Великого шолома були чвертьфінали в парному та змішаному парному розрядах.
Завершив кар'єру 2014 року.

## Фінали Туру ATP за кар'єру

### Одиночний розряд: 3 (3 поразки)
| Легенда                                     |
| ------------------------------------------- |
| Турніри Великого шолома (0–0)               |
| Фінали Світового туру ATP (0–0)             |
| Серія Мастерс 1000 Світового Туру ATP (0–0) |
| Серія 500 Світового туру ATP (0–0)          |
| Серія 250 Світового туру ATP (0–3)          |

| Титули за покриттям |
| ------------------- |
| Тверде (0–0)        |
| Ґрунт (0–0)         |
| Трава (0–1)         |
| Килим (0–2)         |

| Титули за типом корту |
| --------------------- |
| Відкритий (0–1)       |
| Закритий (0–2)        |

| Результат | В-П | Дата     | Турнір                                         | Рівень     | Покриття  | Суперник         | Рахунок       |
| --------- | --- | -------- | ---------------------------------------------- | ---------- | --------- | ---------------- | ------------- |
| Поразка   | 0–1 | Жов 2006 | Grand Prix de Tennis de Lyon, Франція          | Інтернешнл | Килим (i) | Рішар Гаске      | 3–6, 1–6      |
| Поразка   | 0–2 | Жов 2007 | Grand Prix de Tennis de Lyon, Франція          | Інтернешнл | Килим (i) | Себастьян Грожан | 6–7(4–7), 4–6 |
| Поразка   | 0–3 | Чер 2008 | Rosmalen Grass Court Championships, Нідерланди | Інтернешнл | Трава     | Давид Феррер     | 4–6, 2–6      |

### Парний розряд: 7 (4–3)
| Легенда                                     |
| ------------------------------------------- |
| Турніри Великого шолома (0–0)               |
| Фінали Світового туру ATP (0–0)             |
| Серія Мастерс 1000 Світового Туру ATP (0–0) |
| Серія 500 Світового туру ATP (0–0)          |
| Серія 250 Світового туру ATP (4–3)          |

| Титули за покриттям |
| ------------------- |
| Тверде (4–2)        |
| Ґрунт (0–1)         |
| Трава (0–0)         |

| Титули за типом корту |
| --------------------- |
| Відкритий (3–2)       |
| Закритий (1–1)        |

| Результат | В-П | Дата     | Турнір                                   | Рівень     | Покриття   | Партнер           | Суперники                           | Рахунок          |
| --------- | --- | -------- | ---------------------------------------- | ---------- | ---------- | ----------------- | ----------------------------------- | ---------------- |
| Поразка   | 0–1 | Лип 2007 | Відкритий чемпіонат Швейцарії, Швейцарія | Інтернешнл | Ґрунт      | Флоран Серра      | Франтішек Чермак Павел Візнер       | 5–7, 7–5, [7–10] |
| Поразка   | 0–2 | Січ 2008 | Maharashtra Open, Індія                  | Інтернешнл | Тверде     | Маркос Багдатіс   | Санчай Ратіватана Сончат Ратіватана | 4–6, 5–7         |
| Перемога  | 1–2 | Сер 2008 | Washington Open, США                     | Інтернешнл | Тверде     | Роберт Ліндстедт  | Бруно Соарес Кевін Ульєтт           | 7–6(8–6), 6–3    |
| Перемога  | 2–2 | Січ 2009 | Brisbane International, Австралія        | Серія 250  | Тверде     | Жо-Вілфрід Тсонга | Фернандо Вердаско Міша Зверєв       | 6–4, 6–3         |
| Перемога  | 3–2 | Січ 2010 | Brisbane International, Австралія (2)    | Серія 250  | Тверде     | Жеремі Шарді      | Лукаш Длоуги Леандер Паес           | 6–3, 7–6(7–5)    |
| Перемога  | 4–2 | Лют 2013 | Open Sud de France, Франція              | Серія 250  | Тверде (i) | Мікаель Льодра    | Юган Брунстрем Равен Класен         | 6–3, 3–6, [11–9] |
| Поразка   | 4–3 | Лют 2014 | Open Sud de France, Франція              | Серія 250  | Тверде (i) | Ніколя Маю        | Микола Давиденко Денис Істомін      | 4–6, 6–1, [7–10] |

## Фінали ATP Челленджер і ITF Ф'ючерс

### Одиночний розряд: 30 (20–10)
| Легенда              |
| -------------------- |
| ATP Челленджер (9–2) |
| ITF Ф'ючерс (11–8)   |

| Фінали за покриттям |
| ------------------- |
| Тверде (12–3)       |
| Ґрунт (7–7)         |
| Трава (0–0)         |
| Килим (1–0)         |

| Результат | В-П   | Дата     | Турнір                         | Рівень     | Покриття | Суперник               | Рахунок            |
| --------- | ----- | -------- | ------------------------------ | ---------- | -------- | ---------------------- | ------------------ |
| Поразка   | 0–1   | Кві 1999 | Франція F5, Сен-Бріє           | Ф'ючерс    | Ґрунт    | Реджинальд Віллемс     | 4–6, 4–6           |
| Поразка   | 0–2   | Тра 2001 | Марокко F1, Рабат              | Ф'ючерс    | Ґрунт    | Мехді Тахірі           | 3–6, 6–3, 6–7(3–7) |
| Поразка   | 0–3   | Вер 2001 | Марокко F15, Баньєр-де-Бігорр  | Ф'ючерс    | Тверде   | Ніколя Маю             | 3–6, 2–6           |
| Поразка   | 0–4   | Січ 2002 | Франція F3, Фешероль           | Ф'ючерс    | Ґрунт    | Оскар Ернандес         | 4–6, 6–2, 4–6      |
| Перемога  | 1–4   | Кві 2002 | Франція F3, Фешероль           | Ф'ючерс    | Ґрунт    | Олів'є Пасьянс         | 6–4, 7–6(7–5)      |
| Перемога  | 2–4   | Жов 2002 | Франція F21, Ла-Рош-сюр-Іон    | Ф'ючерс    | Тверде   | Ніколя Маю             | 6–4, 5–7, 6–2      |
| Перемога  | 3–4   | Лют 2003 | Франція F4, Фешероль           | Ф'ючерс    | Тверде   | Чжу Беньцян            | 6–2, 6–4           |
| Поразка   | 3–5   | Жов 2003 | Франція F20, Сен-Дізьє         | Ф'ючерс    | Тверде   | Тома Дюпре             | 7–5, 6–7(2–7), 4–6 |
| Поразка   | 3–6   | Січ 2004 | Франція F1, Довіль (Кальвадос) | Ф'ючерс    | Ґрунт    | Жан-Крістоф Форель     | 5–7, 6–2, 6–7(5–7) |
| Перемога  | 4–6   | Лют 2004 | Франція F2, Фешероль           | Ф'ючерс    | Тверде   | Жюльєн Жанп'єр         | 3–6, 6–2, 7–6(7–4) |
| Перемога  | 5–6   | Лют 2004 | Франція F3, Брессюїр           | Ф'ючерс    | Тверде   | Жером Енель            | 3–6, 6–3, 6–2      |
| Поразка   | 5–7   | Кві 2004 | Франція F6, Анже               | Ф'ючерс    | Ґрунт    | Ніколя Девільдер       | 6–2, 3–6, 4–6      |
| Поразка   | 5–8   | Кві 2004 | Франція F7, Грасс              | Ф'ючерс    | Ґрунт    | Жиль Сімон             | 4–6, 1–6           |
| Перемога  | 6–8   | Сер 2004 | Тімішоара, Румунія             | Челленджер | Ґрунт    | Олівер Марах           | 6–3, 6–1           |
| Перемога  | 7–8   | Лип 2005 | Франція F11, Сен-Жерве         | Ф'ючерс    | Ґрунт    | Ксав'є Одуа            | 6–3, 6–1           |
| Перемога  | 8–8   | Жов 2005 | Гренобль, Франція              | Челленджер | Тверде   | Томас Енквіст          | 6–0, 6–2           |
| Перемога  | 9–8   | Кві 2006 | Сен-Бріє, Франція              | Челленджер | Ґрунт    | Петер Весселс          | 6–3, 6–1           |
| Поразка   | 9–9   | Лип 2006 | Монтобан, Франція              | Челленджер | Ґрунт    | Лямін Уахаб            | 5–7, 6–3, 6–7(2–7) |
| Перемога  | 10–9  | Лют 2008 | Безансон, Франція              | Челленджер | Тверде   | Александер Пея         | 7–6(7–2), 6–4      |
| Перемога  | 11–9  | Тра 2009 | Бордо, Франція                 | Челленджер | Ґрунт    | Матьє Монкур           | 3–6, 6–1, 6–4      |
| Перемога  | 12–9  | Жов 2010 | Ренн, Франція                  | Челленджер | Килим    | Штефан Волі            | 7–6(8–6), 4–6, 6–1 |
| Перемога  | 13–9  | Бер 2011 | Франція F4, Лілль              | Ф'ючерс    | Тверде   | Жонатан Ейссерік       | 6–3, 6–2           |
| Перемога  | 14–9  | Бер 2011 | Франція F5, Пуатьє             | Ф'ючерс    | Тверде   | Кенні де Схеппер       | 7–6(7–4), 7–6(7–5) |
| Перемога  | 15–9  | Тра 2011 | Бордо, Франція                 | Челленджер | Ґрунт    | Орасіо Себальйос       | 6–2, 6–4           |
| Перемога  | 16–9  | Кві 2012 | Франція F8, Аяччо              | Ф'ючерс    | Ґрунт    | Жонатан Даньєр Де Вежі | 6–3, 6–4           |
| Перемога  | 17–9  | Вер 2012 | Франція F16, Мюлуз             | Ф'ючерс    | Тверде   | Грегуар Бюрк'є         | 6–4, 6–3           |
| Перемога  | 18–9  | Вер 2012 | Франція F17, Плезір            | Ф'ючерс    | Тверде   | Сандро Ерат            | 6–2, 6–3           |
| Перемога  | 19–9  | Лис 2012 | Женева, Швейцарія              | Челленджер | Тверде   | Маттіас Бахінгер       | 3–6, 6–3, 6–4      |
| Поразка   | 19–10 | Лют 2013 | Кемпер, Франція                | Челленджер | Тверде   | Маріус Копіл           | 6–7(9–11), 4–6     |
| Перемога  | 20–10 | Вер 2013 | Сен-Ремі, Франція              | Челленджер | Тверде   | Маттео Віола           | 6–4, 6–3           |

### Парний розряд: 15 (7–8)
| Легенда              |
| -------------------- |
| ATP Челленджер (4–3) |
| ITF Ф'ючерс (3–5)    |

| Фінали за покриттям |
| ------------------- |
| Тверде (4–3)        |
| Ґрунт (3–5)         |
| Трава (0–0)         |
| Килим (0–0)         |

| Результат | В-П | Дата     | Турнір                         | Рівень     | Покриття | Партнер            | Суперники                                         | Рахунок                |
| --------- | --- | -------- | ------------------------------ | ---------- | -------- | ------------------ | ------------------------------------------------- | ---------------------- |
| Поразка   | 0–1 | Кві 2001 | Франція F8, Сен-Бріє           | Ф'ючерс    | Ґрунт    | Режіс Лавернь      | Крістіан Кордас Рогір Вассен                      | 4–6, 6–7(8–10)         |
| Поразка   | 0–2 | Чер 2001 | Франція F9, Нуазі-ле-Гран      | Ф'ючерс    | Ґрунт    | Антоні Моблан      | Ксав'є Пюжо Мехді Тахірі                          | 4–6, 3–6               |
| Перемога  | 1–2 | Лют 2003 | Франція F4, Фешероль           | Ф'ючерс    | Тверде   | Ніколя Маю         | Матьє Амгверд Джош Гоффі                          | 7–5, 6–4               |
| Перемога  | 2–2 | Жов 2003 | Франція F21, Ла-Рош-сюр-Іон    | Ф'ючерс    | Тверде   | Жан-Батіст Перлан  | Лоран Рекундер Едуар Роже-Васслен                 | 6–2, 6–0               |
| Перемога  | 3–2 | Січ 2004 | Франція F1, Довіль (Кальвадос) | Ф'ючерс    | Ґрунт    | Жан-Батіст Перлан  | Елефтеріос Алексіу Александрос Якуповіч           | 6–1, 1–6, 6–3          |
| Поразка   | 3–3 | Бер 2004 | Франція F4, Лілль              | Ф'ючерс    | Тверде   | Едуар Роже-Васслен | Жан-Франсуа Башло Жан-Мішель Пекері               | 6–7(4–7), 3–6          |
| Перемога  | 4–3 | Лип 2005 | Тампере, Фінляндія             | Челленджер | Ґрунт    | Едуар Роже-Васслен | Адам Хадай Філіп Урбан                            | 6–4, 4–6, 6–1          |
| Поразка   | 4–4 | Лип 2006 | Монтобан, Франція              | Челленджер | Ґрунт    | Едуар Роже-Васслен | Пабло Куевас Адріан Гарсія                        | 3–6, 6–4, [8–10]       |
| Поразка   | 4–5 | Лип 2006 | Схевенінген, Нідерланди        | Челленджер | Ґрунт    | Едуар Роже-Васслен | Гільєрмо Гарсія-Лопес Сальвадор Наварро-Гутьєррес | 4–6, 6–0, [9–11]       |
| Перемога  | 5–5 | Лют 2011 | Курмайор, Італія               | Челленджер | Тверде   | Ніколя Маю         | Олів'є Шарруен Александр Ренар                    | 6–3, 6–4               |
| Поразка   | 5–6 | Бер 2011 | Франція F4, Лілль              | Ф'ючерс    | Тверде   | Ніколя Ренаван     | Кенні де Схеппер Александр Пено                   | 3–6, 6–2, [8–10]       |
| Поразка   | 5–7 | Кві 2012 | Франція F7, Анже               | Ф'ючерс    | Ґрунт    | Ніколя Ренаван     | Флорін Мерджа Андрей Дееску                       | 2–6, 6–3, [7–10]       |
| Поразка   | 5–8 | Вер 2013 | Сен-Ремі, Франція              | Челленджер | Тверде   | Жосслен Уанна      | П'єр-Юг Ербер Альбано Оліветті                    | 3–6, 7–6(7–5), [13–15] |
| Перемога  | 6–8 | Тра 2014 | Бордо, Франція                 | Челленджер | Ґрунт    | Сергій Стаховський | Раян Гаррісон Алекс Кузнєцов                      | без гри                |
| Перемога  | 7–8 | Жов 2014 | Монс, Бельгія                  | Челленджер | Тверде   | Ніколя Маю         | Андре Бегеманн Юліан Ноул                         | 6–3, 6–4               |

## Досягнення
| W | Ф | ПФ | ЧФ | #Р | КТ | К# | DNQ | A | NH |

### Одиночний розряд
| Відкритий чемпіонат Австралії з тенісу |     | К1р |     | К2р | К3р | 2р  | 3р  | 1р               | 2р               | К1р              |                  | К2р              | К1р              | 0 / 4  | 4–4   | 50% |
| Відкритий чемпіонат Франції з тенісу   | К1р | К1р | 1р  | К3р | 2р  | 1р  | 2р  | 3р               | 1р               | 1р               | К3р              | 1р               | К2р              | 0 / 8  | 4–8   | 33% |
| Вімблдонський турнір                   | К2р |     |     | К1р |     | 1р  | 3р  | 2р               | 1р               | 1р               | К3р              | 1р               | К3р              | 0 / 6  | 3–6   | 33% |
| Відкритий чемпіонат США з тенісу       |     |     | К3р | К1р | 4р  | 1р  | 1р  | 2р               | 1р               | 1р               | К2р              | К2р              | К1р              | 0 / 6  | 4–6   | 40% |
| В-П                                    | 0–0 | 0–0 | 0–1 | 0–0 | 4–2 | 1–4 | 5–4 | 4–4              | 1–4              | 0–3              | 0–0              | 0–2              | 0–0              | 0 / 24 | 15–24 | 38% |
| Тур ATP Мастерс 1000                   |     |     |     |     |     |     |     |                  |                  |                  |                  |                  |                  |        |       |     |
| Indian Wells Open                      |     |     |     |     |     | 1р  | 2р  | 2р               |                  |                  |                  |                  |                  | 0 / 3  | 2–3   | 40% |
| Відкритий чемпіонат Маямі з тенісу     |     |     |     |     |     | 1р  | 1р  | 1р               | 1р               |                  |                  | 1р               |                  | 0 / 5  | 0–5   | 0%  |
| Мастерс Монте-Карло                    |     |     |     |     | К1р | 2р  | 1р  | 2р               |                  |                  |                  |                  |                  | 0 / 3  | 2–3   | 40% |
| Мастерс Мадрид                         |     |     |     |     |     | 1р  |     |                  |                  |                  |                  |                  |                  | 0 / 1  | 0–1   | 0%  |
| Мастерс Рим                            |     |     |     |     |     | 1р  |     |                  |                  |                  |                  |                  |                  | 0 / 1  | 0–1   | 0%  |
| Гамбург                                |     |     |     |     |     | 1р  |     | Не серія Мастерс | Не серія Мастерс | Не серія Мастерс | Не серія Мастерс | Не серія Мастерс | Не серія Мастерс | 0 / 1  | 0–1   | 0%  |
| Мастерс Цинциннаті                     |     |     |     |     | 1р  | 1р  |     |                  |                  |                  |                  |                  |                  | 0 / 2  | 0–2   | 0%  |
| Мастерс Париж                          |     |     | К1р | К2р | 1р  |     | 1р  | К2р              | К2р              | К1р              |                  | К1р              |                  | 0 / 2  | 0–2   | 0%  |
| В-П                                    | 0–0 | 0–0 | 0–0 | 0–0 | 0–2 | 1–7 | 1–4 | 2–3              | 0–1              | 0–0              | 0–0              | 0–1              | 0–0              | 0 / 18 | 4–18  | 18% |

### Парний розряд
| Турнір                                 | 2005 | 2006 | 2007 | 2008 | 2009 | 2010 | 2011 | 2012 | 2013 | 2014 | SR     | В-П   | % виграшів |
| -------------------------------------- | ---- | ---- | ---- | ---- | ---- | ---- | ---- | ---- | ---- | ---- | ------ | ----- | ---------- |
| Відкритий чемпіонат Австралії з тенісу |      | 1р   | 2р   | ЧФ   | 1р   | 1р   |      |      |      | 1р   | 0 / 6  | 4–6   | 40%        |
| Відкритий чемпіонат Франції з тенісу   | 2р   | 1р   | 1р   | 1р   | 1р   | 2р   | 1р   | 2р   | 2р   | 2р   | 0 / 10 | 5–10  | 33%        |
| Вімблдонський турнір                   |      |      | 2р   | 1р   | 2р   |      |      |      |      |      | 0 / 3  | 2–3   | 40%        |
| Відкритий чемпіонат США з тенісу       |      |      | 1р   | 3р   | 2р   | 1р   | 1р   |      |      |      | 0 / 5  | 3–5   | 38%        |
| В-П                                    | 1–1  | 0–2  | 2–4  | 5–4  | 2–4  | 1–3  | 0–2  | 1–1  | 1–1  | 1–2  | 0 / 24 | 14–24 | 37%        |

### Мікст
| Турнір                                 | 2005 | 2006 | 2007 | 2008 | 2009 | 2010 | 2011 | 2012 | 2013 | SR    | В-П | % виграшів |
| -------------------------------------- | ---- | ---- | ---- | ---- | ---- | ---- | ---- | ---- | ---- | ----- | --- | ---------- |
| Відкритий чемпіонат Австралії з тенісу |      |      |      |      |      |      |      |      |      | 0 / 0 | 0–0 | –          |
| Відкритий чемпіонат Франції з тенісу   | ЧФ   | 2р   | 2р   |      | 2р   | 1р   |      | 2р   | 1р   | 0 / 7 | 6–7 | 46%        |
| Вімблдонський турнір                   |      |      |      |      |      |      |      |      |      | 0 / 0 | 0–0 | –          |
| Відкритий чемпіонат США з тенісу       |      |      |      |      |      |      |      |      |      | 0 / 0 | 0–0 | –          |
| В-П                                    | 2–1  | 1–1  | 1–1  | 0–0  | 1–1  | 0–1  | 0–0  | 1–1  | 0–1  | 0 / 7 | 6–7 | 46%        |